# Jan Marek (1979)
Jan Marek (31. prosince 1979 Jindřichův Hradec – 7. září 2011 Jaroslavl, Rusko) byl český profesionální hokejový útočník, odchovanec Jindřichova Hradce. Zahynul s týmem ruského Lokomotivu Jaroslavl, v němž působil, při pádu letadla.

## Hráčská kariéra
S hokejem začínal ve svém rodném městě v dresu HC Vajgar. V sezóně 1997/1998 vybojoval stříbrné medaile s juniorským týmem Vajgaru, když ve finále juniorské extraligy nestačili jindřichohradečtí na pražskou Slavii, se kterou těsně prohráli. Díky tomuto úspěchu odstartoval svou profesionální kariéru v extralize, kde si jej vyhlédl tým HC Oceláři Třinec. V sezoně 1999/2000 se do Vajgaru na 8 utkání vrátil, aby mu vypomohl k udržení v 1. lize, ze které nakonec Jindřichův Hradec sestoupil. Prvního velkého úspěchu v extralize dosáhl v sezóně 2002/2003, kdy se stal nejlepším střelcem nejvyšší hokejové soutěže. Od následující sezony hrál v dresu pražské Sparty. V rudém dresu se stal v roce 2006 nejproduktivnějším hráčem extraligy a ve stejném roce získal i titul mistra ČR.
Od sezóny 2006/2007 nastupoval v ruské superlize za tým Metallurg Magnitogorsk. V ruské lize si vydobyl respekt hned v první sezóně, kdy výraznou měrou pomohl Metallurgu k mistrovskému titulu. V Magnitogorsku zůstal ještě následují tři sezóny a v sezoně 2008/2009 se stal nejlepším střelcem nově vzniklé KHL. V Rusku nebyl po osobní stránce úplně spokojený. I proto se rozhodl od sezóny 2010/2011 hrát v dresu CSKA Moskva, aby měl blíže k domovu a také lepší a rychlejší spojení do rodné vlasti. Týmu CSKA se příliš nedařilo a již několik kol před koncem základní části KHL bylo jasné, že do playoff nepostoupí. Jan Marek tehdy před koncem přestupního termínu odešel na hostování do týmu Atlant Mytišči, se kterým se dostal až do finále KHL, kde tým vedený Milošem Říhou podlehl týmu Salavat Julajev Ufa a skončil na druhém místě.
Po skončení sezóny 2010/2011 velmi dlouho zvažoval, zda bude pokračovat v Kontinentální hokejové lize, nebo se vrátí do Sparty Praha. S manželkou Lucií totiž očekávali narození prvního potomka a Jan chtěl být co nejvíce své rodině na blízku. Nakonec se rozhodl ještě v sezóně 2011/2012 pokračovat v KHL v dresu týmu Lokomotiv Jaroslavl. Zemřel 7. září 2011 při letecké havárii u Jaroslavli, když letěl s týmem Lokomotiv Jaroslavl do Minsku na první zápas KHL ročníku 2011/2012.
Od roku 2002 pravidelně nastupoval za českou hokejovou reprezentaci, s níž získal zlatou medaili na MS 2010 a bronzovou na MS 2011. Na zisku obou medailí se podílel důležitými brankami v klíčových zápasech. Na MS 2010 proměnil rozhodující samostatný nájezd ve čtvrtfinále proti Finsku i v semifinále proti Švédsku. Na MS 2011 pak vstřelil gól Rusku v závěrečném souboji o bronz, kterým pojistil českému týmu medaile.

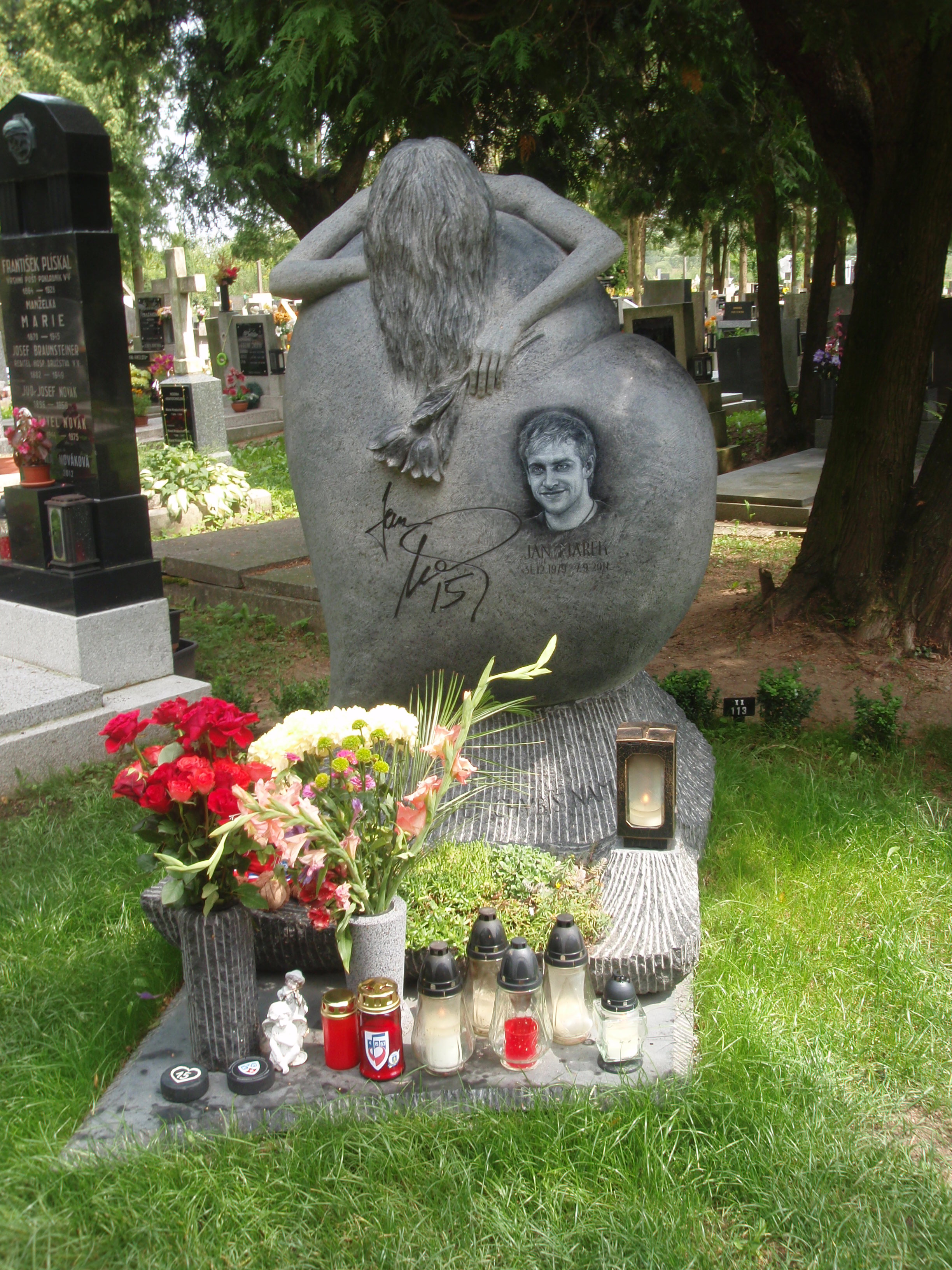
Hrob Jana Marka v Jindřichově Hradci (2012)

V roce 2012 po něm byla v pražských Dolních Chabrech pojmenována ulice. Dne 3. dubna 2013 při premiéře České hokejové reprezentace v Jindřichově Hradci v rámci přípravného utkání Česko – Lotyšsko byla při slavnostní ceremoniálu před vyprodaným stadionem (4000 lidí) přejmenována hala v jeho rodném městě na „Zimní stadion Jana Marka“. Zároveň byla také odhalena pamětní deska.

## Soukromý život
S manželkou Lucii má syna Jana, který se narodil v červenci 2011.

## Ocenění a úspěchy
- 2003 ČHL - Nejlepší střelec
- 2006 ČHL - Nejproduktivnější hráč
- 2006 ČHL - Nejlepší hráč v pobytu na ledě (+/-)
- 2006 ČHL/SHL – Utkání hvězd české a slovenské extraligy
- 2009 KHL - Nejlepší střelec
- 2009 KHL - Nejlepší cizinec v kanadského bodování
- 2009 KHL - All-Star Game

15. prosince 2011 byl uveden do Síně slávy českého hokeje.
Na jaře 2013 mu byl odhalen památník s bustou na pražské Tipsport Aréně. Dne 3. dubna 2013 byl v Jindřichově Hradci přejmenován tamní zimní stadion na Zimní stadion Jana Marka. Stalo se tak před přátelským utkáním české hokejové reprezentace proti Lotyšsku.

## Klubová statistika
| Sezóna       | Klub                        | Soutěž       |     | Základní část | Základní část | Základní část | Základní část | Základní část |    | Play off | Play off | Play off | Play off | Play off |
| Sezóna       | Klub                        | Soutěž       | Z   | G             | A             | B             | TM            | Z             | G  | A        | B        | TM       |          |          |
| 1995/1996    | HC Vajgar Jindřichův Hradec | ČHL-18       | 39  | 29            | 27            | 56            | –             | –             | –  | –        | –        | –        |          |          |
| 1996/1997    | HC Vajgar Jindřichův Hradec | ČHL-20       | –   | –             | –             | –             | –             | –             | –  | –        | –        | –        |          |          |
| 1997/1998    | HC Vajgar Jindřichův Hradec | ČHL-20       | 32  | 21            | 28            | 49            | –             | 9             | 5  | 4        | 9        | –        |          |          |
| 1997/1998    | HC Vajgar Jindřichův Hradec | 1.ČHL        | 19  | 3             | 4             | 7             | –             | –             | –  | –        | –        | –        |          |          |
| 1998/1999    | HC Železárny Třinec         | ČHL-20       | –   | –             | –             | –             | –             | –             | –  | –        | –        | –        |          |          |
| 1998/1999    | HC Železárny Třinec         | ČHL          | 32  | 2             | 2             | 4             | 2             | 6             | 0  | 0        | 0        | 0        |          |          |
| 1999/2000    | HC Oceláři Třinec           | ČHL-20       | 6   | 5             | 5             | 10            | 10            | 1             | 0  | 0        | 0        | 0        |          |          |
| 1999/2000    | HC Oceláři Třinec           | ČHL          | 32  | 1             | 5             | 6             | 4             | 2             | 0  | 0        | 0        | 0        |          |          |
| 1999/2000    | HC Slezan Opava             | 1.ČHL        | 3   | 0             | 1             | 1             | 4             | –             | –  | –        | –        | –        |          |          |
| 1999/2000    | HC Vajgar Jindřichův Hradec | 1.ČHL        | 4   | 0             | 3             | 3             | 10            | 4°            | 0  | 2        | 2        | 14       |          |          |
| 2000/2001    | HC Oceláři Třinec           | ČHL          | 38  | 7             | 4             | 11            | 2             | –             | –  | –        | –        | –        |          |          |
| 2001/2002    | HC Oceláři Třinec           | ČHL          | 52  | 13            | 27            | 40            | 44            | 6             | 1  | 3        | 4        | 6        |          |          |
| 2002/2003    | HC Oceláři Třinec           | ČHL          | 52  | 32            | 30            | 62            | 42            | 12            | 6  | 4        | 10       | 22       |          |          |
| 2003/2004    | HC Sparta Praha             | ČHL          | 50  | 21            | 30            | 51            | 62            | 11            | 4  | 9        | 13       | 26       |          |          |
| 2004/2005    | HC Sparta Praha             | ČHL          | 38  | 7             | 21            | 28            | 26            | 5             | 2  | 2        | 4        | 2        |          |          |
| 2005/2006    | HC Sparta Praha             | ČHL          | 48  | 22            | 32            | 54            | 66            | 17            | 4  | 4        | 8        | 24       |          |          |
| 2006/2007    | Metallurg Magnitogorsk      | RSL          | 47  | 17            | 30            | 47            | 70            | 15            | 7  | 10       | 17       | 10       |          |          |
| 2007/2008    | Metallurg Magnitogorsk      | RSL          | 49  | 16            | 31            | 47            | 40            | 11            | 4  | 3        | 7        | 2        |          |          |
| 2008/2009    | Metallurg Magnitogorsk      | KHL          | 53  | 35            | 36            | 71            | 62            | 12            | 6  | 3        | 9        | 26       |          |          |
| 2009/2010    | Metallurg Magnitogorsk      | KHL          | 35  | 7             | 13            | 20            | 14            | 10            | 3  | 1        | 4        | 4        |          |          |
| 2010/2011    | CSKA Moskva                 | KHL          | 46  | 14            | 24            | 38            | 46            | –             | –  | –        | –        | –        |          |          |
| 2010/2011    | Atlant Mytišči              | KHL          | 5   | 2             | 0             | 2             | 8             | 20            | 7  | 9        | 16       | 10       |          |          |
| Celkem v ČHL | Celkem v ČHL                | Celkem v ČHL | 341 | 105           | 151           | 256           | 248           | 59            | 17 | 22       | 39       | 80       |          |          |
| Celkem v KHL | Celkem v KHL                | Celkem v KHL | 139 | 58            | 74            | 132           | 130           | 42            | 16 | 14       | 30       | 40       |          |          |

° Statistiky z baráže a o udržení v 1. lize.

## Reprezentace
Premiéra v reprezentaci: 4. dubna 2002, Česko – Švýcarsko (Mladá Boleslav)
100. zápas v reprezentaci: 16. prosince 2010, Finsko – Česko (Channel One Cup, Espoo)
| Rok                       | Tým                       | Soutěž                    | Z  | G | A | B  | TM |
| ------------------------- | ------------------------- | ------------------------- | -- | - | - | -- | -- |
| 2007                      | Česko                     | MS                        | 6  | 2 | 3 | 5  | 4  |
| 2009                      | Česko                     | MS                        | 5  | 2 | 1 | 3  | 4  |
| 2010                      | Česko                     | MS                        | 9  | 3 | 0 | 3  | 4  |
| 2011                      | Česko                     | MS                        | 9  | 1 | 2 | 3  | 14 |
| Seniorská kariéra celkově | Seniorská kariéra celkově | Seniorská kariéra celkově | 29 | 8 | 6 | 14 | 26 |